# Кактус-Форест (Аризона)
Кактус-Форест (англ. Cactus Forest) — переписна місцевість (CDP) в США, в окрузі Пінал штату Аризона. Населення — 606 осіб (2020).

## Географія
Кактус-Форест розташований за координатами 32°57′28″ пн. ш. 111°19′1″ зх. д. / 32.95778° пн. ш. 111.31694° зх. д. (32.957823, -111.316922).  За даними Бюро перепису населення США в 2010 році переписна місцевість мала площу 7,08 км², уся площа — суходіл.

## Демографія
Згідно з переписом 2010 року, у переписній місцевості мешкали 594 особи в 245 домогосподарствах у складі 170 родин. Густота населення становила 84 особи/км².  Було 287 помешкань (41/км²).
Расовий склад населення:
| - 86,7 % — білих - 4,4 % — корінних американців - 1,5 % — чорних або афроамериканців - 0,2 % — азіатів - 4,7 % — осіб інших рас |

До двох чи більше рас належало 2,5 %. Частка іспаномовних становила 21,4 % від усіх жителів.
За віковим діапазоном населення розподілялося таким чином: 25,4 % — особи молодші 18 років, 58,6 % — особи у віці 18—64 років, 16,0 % — особи у віці 65 років та старші. Медіана віку мешканця становила 43,7 року. На 100 осіб жіночої статі у переписній місцевості припадало 97,3 чоловіків;  на 100 жінок у віці від 18 років та старших — 92,6 чоловіків також старших 18 років.
Середній дохід на одне домашнє господарство  становив 36 266 доларів США (медіана — 26 573), а середній дохід на одну сім'ю — 43 642 долари (медіана — 40 417). За межею бідності перебувало 8,0 % осіб, у тому числі 0,0 % дітей у віці до 18 років та 0,0 % осіб у віці 65 років та старших.
Цивільне працевлаштоване населення становило 179 осіб. Основні галузі зайнятості: публічна адміністрація — 21,8 %, виробництво — 15,6 %, роздрібна торгівля — 14,5 %.